# چاووش ۷

جلد کاست چاووش ۷

چاووش ۷ یک آلبوم موسیقی است با صدای محمدرضا شجریان و شهرام ناظری، که توسط کانون چاووش با همکاری گروه شیدا و گروه عارف در سال ۱۳۵۸ برای حمایت از انقلاب اسلامی  ایران اجرا شد. در ساخت موسیقی این اثر حسین علیزاده، محمدرضا لطفی، پرویز مشکاتیان و هوشنگ کامکار همکاری داشتند.

## فهرست آهنگ‌ها

### روی الف
- سپیده، با صدای محمدرضا شجریان
- رزم مشترک، با صدای محمدرضا شجریان (تصنیف اصفهان)
  - شعر از برزین آذرمهر
  - موسیقی: پرویز مشکاتیان
- خاموشی
  - با صدای شهرام ناظری
  - شعر از سیاوش کسرایی
  - موسیقی: حسین علیزاده
- مژدهٔ ظفر (کُر خوانی)
- میهن، با صدای محمدرضا شجریان (تصنیف چهارگاه)
  - آهنگ: حسین علیزاده
  - شعر از الف.سپهر
- عاشق سرمست
  - با صدای شهرام ناظری
  - شعر از مجتبی کاشانی
  - موسیقی: محمدرضا لطفی

### روی ب
- بخوان هموطن
  - با صدای شهرام ناظری
  - موسیقی: هوشنگ کامکار
  - شعر: محمد ذکایی
- پیروزی (بی‌کلام)
  - موسیقی: پرویز مشکاتیان
- نیشتمان
  - کُرخوانی به زبان کردی
  - موسیقی: هوشنگ کامکار
- دلیرانه
  - با صدای شهرام ناظری
  - شعر: مجتبی کاشانی
- برداشتی از در قفس (بی‌کلام)

## اعضای گروه شیدا
- محمدرضا لطفی
- عبدالنقی افشارنیا
- پشنگ کامکار
- زیدالله طلوعی
- بیژن کامکار
- هادی منتظری
- مجید درخشانی
- جمال سماواتی
- ارژنگ کامکار

## اعضای گروه عارف
- حسین علیزاده
- پرویز مشکاتیان
- جمشید عندلیبی
- محمد فیروزی
- ناصر فرهنگ‌فر
- فرخ مظهری
- اردشیر کامکار

## منبع
- تارنمای شهرام ناظری بایگانی‌شده  در ۱۰ مه ۲۰۱۲ توسط Wayback Machine